# Lexus Safety System +

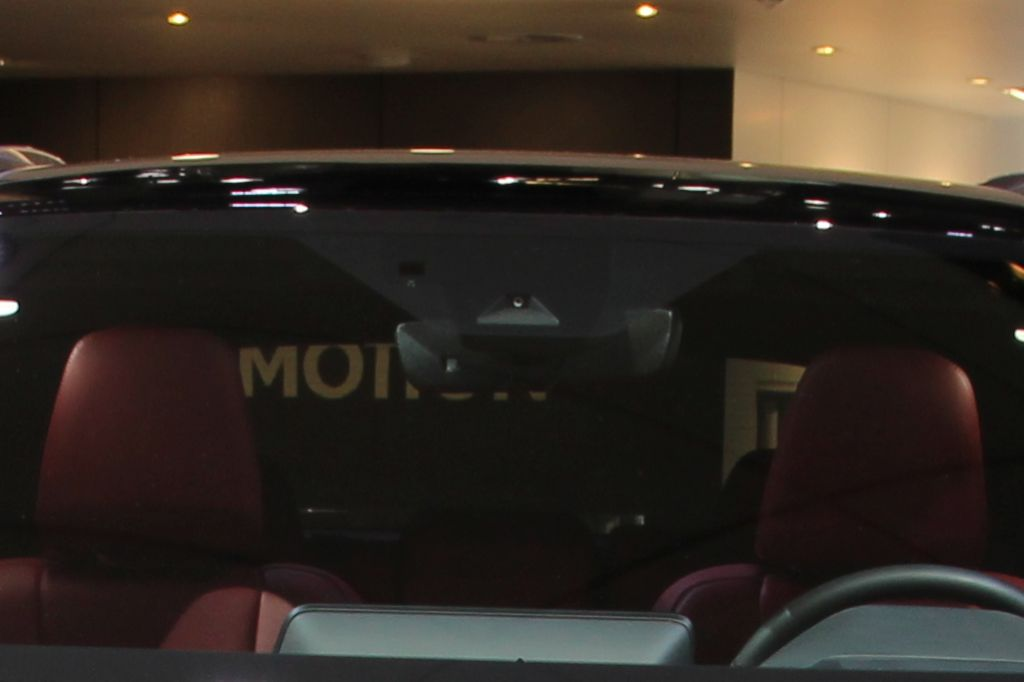
Przednia kamera Lexus Safety System + w samochodzie Lexus RX 450h czwartej generacji na targach Internationale Automobil-Ausstellung 2015 we Frankfurcie

Lexus Safety System + – opracowany przez firmę Lexus zintegrowany system podwyższający poziom bezpieczeństwa czynnego pojazdów, wykorzystujący przednią kamerę samochodu i radar pracujący w zakresie fal milimetrowych do wykrywania znajdujących się przed samochodem przeszkód, pojazdów i pieszych, a także znaków czy linii wyznaczających pasy ruchu. W oparciu o uzyskane w ten sposób informacje, przetworzone przez algorytmy sztucznej inteligencji, zwiększa świadomość sytuacyjną kierowcy, pomagając uniknąć zderzenia, a w sytuacjach krytycznych może również autonomicznie podejmować działania przeciwdziałające wypadkom lub ograniczające skutki kolizji. Obecnie oferowana jest trzecia generacja pakietu Lexus Safety System +. 
W najnowszej wersji system obejmuje następujące funkcje (ich dostępność zależy od modelu):
- PCS (Pre Collision System)[1] – system antykolizyjny, który po wykryciu znajdujących się przed samochodem pojazdów, przeszkód lub pieszych ostrzega kierowcę sygnałami dźwiękowymi i optycznymi, a w razie potrzeby wspomaga siłę hamowania lub przy braku reakcji kierowcy inicjuje hamowanie awaryjne. W najnowszej wersji system jest w stanie zidentyfikować ryzyko zderzenia z pojazdem nadjeżdżającym z naprzeciwka lub pieszymi przechodzącymi przez skrzyżowanie w trakcie wykonywania manewru skrętu.
- PDA (Proactive Driving Assist)[2]  – układ poprawiający bezpieczeństwo przy niskich prędkościach będący uzupełnieniem PCS. Składa się z trzech asystentów: wykrywania przeszkód, zwalniania i kierowania. System jest zdolny do automatycznego przyhmowania samochodu przed przeszkodą (np. nieprawidłowo zaparkowanym samochodem) oraz wykonania manewru jej ominięcia bez opuszczania pasa ruchu, wspomaga płynne zwalnianie oraz utrzymanie auta na pasie ruchu w zakręcie.
- LDA (Lane Departure Alert)[3] – funkcja ostrzegająca kierowcę o niezamierzonym opuszczeniu pasa ruchu za pomocą wibracji kierownicy oraz sygnałów dźwiękowych i optycznych. W najnowszej wersji system dezaktywuje się, gdy uzna, że kierowca celowo opuszcza pas ruchu (np. w celu ominięcia innego pojazdu). Układ rozpoznaje też takie obiekty jak krawężniki, barierki czy ściany, by utrzymać auto na pasie ruchu w czasie jazdy z niższą prędkością.
- LKA (Lane Keeping Assist)[4] – będąca rozwinięciem LDA funkcja współpracująca ze wspomaganiem kierownicy, która samoczynnie pomaga utrzymać tor jazdy na oznakowanym pasie ruchu.
- AHB (Automatic High Beam)[5] – funkcja automatycznych świateł drogowych, która wykrywa światła pojazdów znajdujących się przed samochodem i odpowiednio włącza światła mijania lub drogowe, zapewniając w ten sposób lepszą widoczność w nocy bez oślepiania innych kierowców.
- AHS (Adaptive High-beam System)[6] – system adaptacyjnego sterowania światłami drogowymi, który wykrywając pojazdy znajdujące się przed samochodem automatycznie dostosowuje zasięg reflektorów.
- DRCC (Dynamic Radar Cruise Control)[7] – aktywny tempomat, który za pomocą radaru i kamery mierzy prędkość poprzedzających pojazdów i automatycznie dostosowuje prędkość samochodu do otoczenia, umożliwiając zachowanie właściwych odstępów.

Lexus Safety System + został po raz pierwszy wprowadzony w przedstawionej w 2015 r. czwartej generacji luksusowego crossovera Lexus RX (europejska premiera miała miejsce podczas targów IAA 2015 we Frankfurcie). W roku 2017 przedstawiono rozbudowaną wersję systemu (Lexus Safety System + A), wzbogaconą o funkcje omijania przeszkód bez opuszczania pasa ruchu (Active Steering Assist) i ostrzegania o ruchu poprzecznym przed pojazdem (Front Cross Traffic Alert). W 2019 roku pakiet LSS+ był dostępny w 99% samochodów Lexusa w Europie.